# Михайло Кантакузин
Михайло Кантакузин (грец. Μιχαήλ Καντακουζηνός; 1264/1265 — 1316) — 1-й пожиттєвий епітроп (наглядач) Мореї (Містри) в 1308—1316 роках.

## Життєпис
Походив з візантійського шляхетського роду Кантакузинів, перші представники якої досягли значних посад за перших Комнінів. Син Михайла Кантакузина, вірного прихильника візантійського імператора Михайла VIII Палеолога, що був кевалем фортеці Монемвасія, і загинув у боротьбі проти Ахейського князівства. Народився ще за життя батька, що загинув 1264 року, або був посмертною дитиною.
Про більшу частину діяльності Минайла Кантакузина невідомо. Але напевне зумів проявити себе за часів імператора Андроніка II, оскільки той у 1308 році той призначив візантійській провінції Містра на Пелопоннесі довічний епітроп (до того керував кефал, що призначався на 1 рік), яким став Кантакузин.
Спочатку досяг значного успіху у боротьбу з корупцією місцевих чиновників, намагався поліпшити економічне становище місцевої знаті та купців. Наступним кроком стало намагання розширити межі візантійських володінь. Це призвело до конфлікту з Ахейським князівством, що володіло більшою частиною Пелопоннесу. В битві при Тріиотамосі візантійці зазнали поразки від військ князя Філіпа II. В результаті цього Кантакузин втратив більшість земель, окрім Містри. Після того як Філіп II залишив Пелопоннес, Михайло перейшов у наступ, переміг ахейські загони в ущелині Жерині та повернув втрачені землі.
В наступні роки зміцнив фінансове становище області. Помер 1316 року. Йому наступником на посаді епітропа став Андронік Асен.

## Родина
Дружина — Теодола Палеологіна Ангеліна, донька Михайла Тархеніота Палеолога. Була онукою Марії, сестри візантійського імператора Михайла VIII
Діти:
- Іоанн (1292—1383), імператор Візантії у 1347—1354 роках
- Никифор (д/н—після 1355), себастократор
- донька, дружина Костянтина Акрополіта